# Sint-Nicolaaskerk (Überlingen)
De Sint-Nicolaaskerk (Duits: Münster St. Nikolaus) is de stadsparochiekerk van Überlingen aan het Bodenmeer (Baden-Württemberg). De vijfschepige basiliek werd tussen 1350 en 1576 in de laatgotische stijl gebouwd. Tot de kerkinventaris behoort o.a. het houtgesneden hoogaltaar van Jörg Zürn, een meesterwerk van het Duitse maniërisme (1613–1616). Het halfronde plein ten noorden van de kerk was voor 1530 een kerkhof. Ten zuiden van de kerk staat het in 1494 gebouwde laatgotische raadhuis, dat reeds invloeden van de Italiaanse renaissance verraadt.

## Bouwgeschiedenis

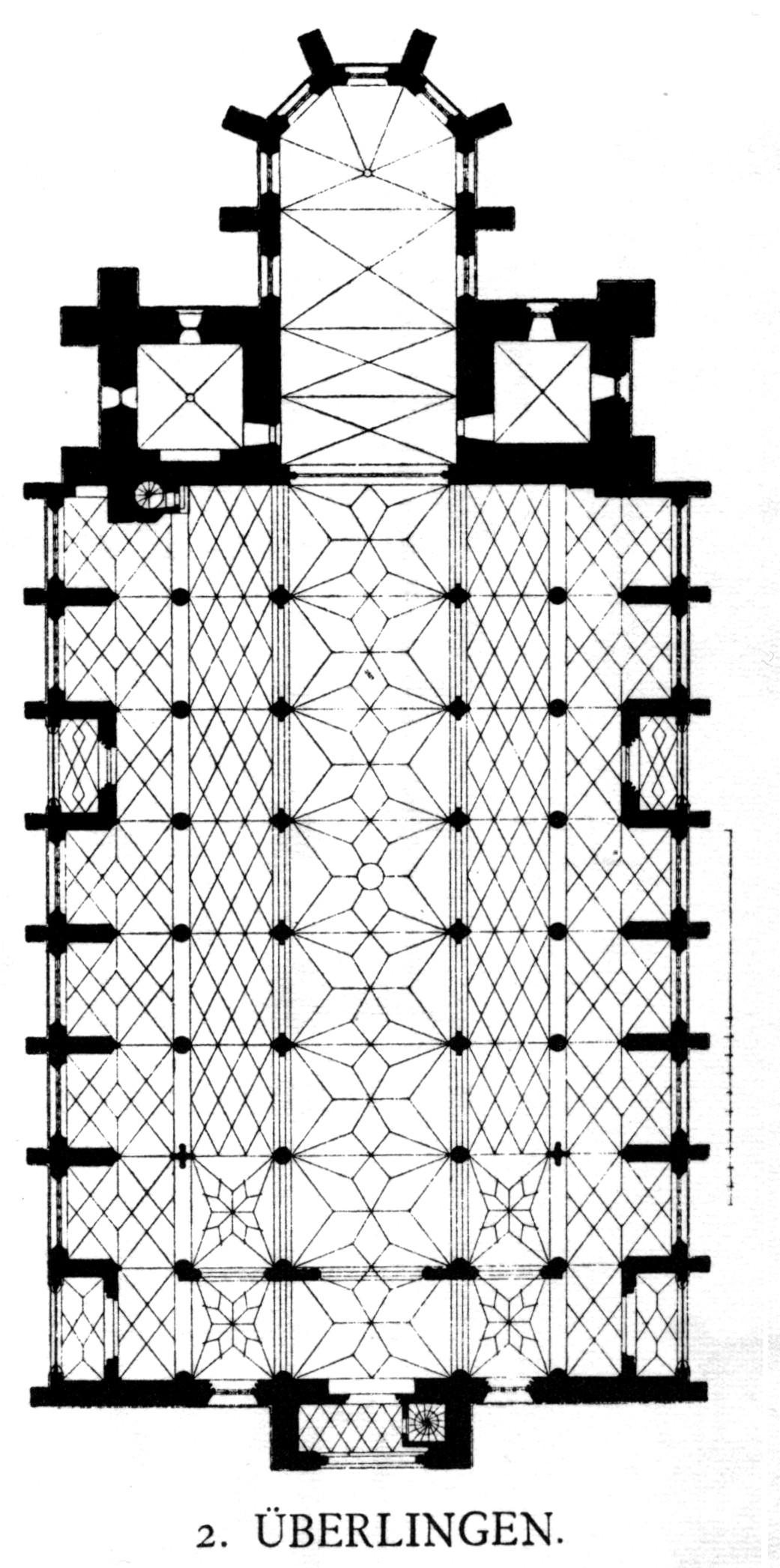
Plattegrond

In Überlingen stond waarschijnlijk al rond het jaar 1000 een zaalkerk. In de 12e eeuw werd deze zaalkerk door een langere, drieschepige zuilenbasiliek vervangen. Beide gebouwen vertegenwoordigden waarschijnlijk de romaanse stijl.
De oorspronkelijke parochiekerk van Überlingen was de Michaëlskerk in het stadsdeel Aufkirch ten noordwesten van Überlingen. De Michaëlskerk wisselde in de vroege 14e eeuw herhaaldelijk van bezitter en boette allengs aan belang in. In het kader van de overdracht van de Michaëlskerk aan de Duitse Orde in 1348 werd de Überlinger kerk reeds als parochiekerk aangewezen. In 1350 reorganiseerde paus Clemens VI de kerkelijke verhoudingen in Überlingen en benoemde de Michaëlkerk als filiaalkerk van de Überlinger parochiekerk. Omstreeks deze tijd werd er begonnen aan de bouw van een nieuw koor in gotische stijl. Voor de bouw hiervan werd gebruikgemaakt van sloopmateriaal, dat uit in het jaar 1349 in beslag genomen joods bezit stamde. Het kerkschip werd eveneens opnieuw gebouwd en op 16 april 1408 door de hulpbisschop van Konstanz ingewijd.
Omdat de stad in de 14e eeuw steeds rijker werd, kon in 1424 wederom worden begonnen met een nieuwbouw van het kerkschip. De naburige rijksabdij Salem was toen net klaar met de nieuwe munsterkerk en nu begon men in Überlingen deels met dezelfde bouwmeester met de verbouwing van de stadskerk tot een drieschepige hallenkerk, die even later zelfs tot een vijfschepig bouwwerk zou worden uitgebreid. Omstreeks 1470 werd de kerk nogmaals vergroot, toen de ruimten tussen de steunberen tot zijkapellen werden uitgebouwd.
De laatste uitbreiding tot de huidige vorm was de verbouwing tot basiliek na 1512, waarbij de munster van Ulm als voorbeeld diende. Daarbij werd het middenschip verhoogd en van een lichtbeuk en netribgewelven voorzien. De Nicolaaskerk bereikte het huidige aanzien in 1563.

## Torens
In het begin van de 15e eeuw ontstonden de beide torens die het koor flankeren. De bouw van de zuidelijke toren werd echter in 1420 onderbroken en vervolgens nooit voltooid. In de met een schilddak afgesloten toren hangt de in 1444 gegoten Osanna-klok. Met de noordelijke toren gingen de werkzaamheden tot 1494 verder. In de jaren 1574-1576 werd de bovenste verdieping in laatgotische stijl verbouwd. Het toenmalige piramidedak werd toen tot op de klokkenverdieping afgebroken en vervangen door nieuwe verdiepingen in vakwerkstijl. Op de zevende verdieping is nu platform ingericht, waarop een achthoekig opbouw staat.
Toen tegen het einde van de 19e eeuw en het begin van de 20e eeuw talrijke kerken in de stijl van het historisme werden verbouwd respectievelijk voltooid, overwoog men ook de beide torens van de Nicolaaskerk in neogotische stijl te voltooien. Deze plannen werden echter niet gerealiseerd.
Twee jaar na een restauratie van de bovenbouw van de toren brak op 13 augustus 1939 brand uit, waarbij de bovenste vakwerkverdiepingen ernstig beschadigd raakten. Een provisorische renovatie volgde, maar toen in 1950 de kerktoren van de Sint-Michaëlskerk in Aufkirch instortte, vreesde men at de noordelijke toren van de Nicolaaskerk wegens de slechte staat ook weleens kon instorten. Men begon daarom al kort daarop met de afbraak van het bovenste deel en de daaronder liggende verdieping met het uurwerk. De houten verdiepingen werden daarop vervangen door verdiepingen van beton.

## Inrichting

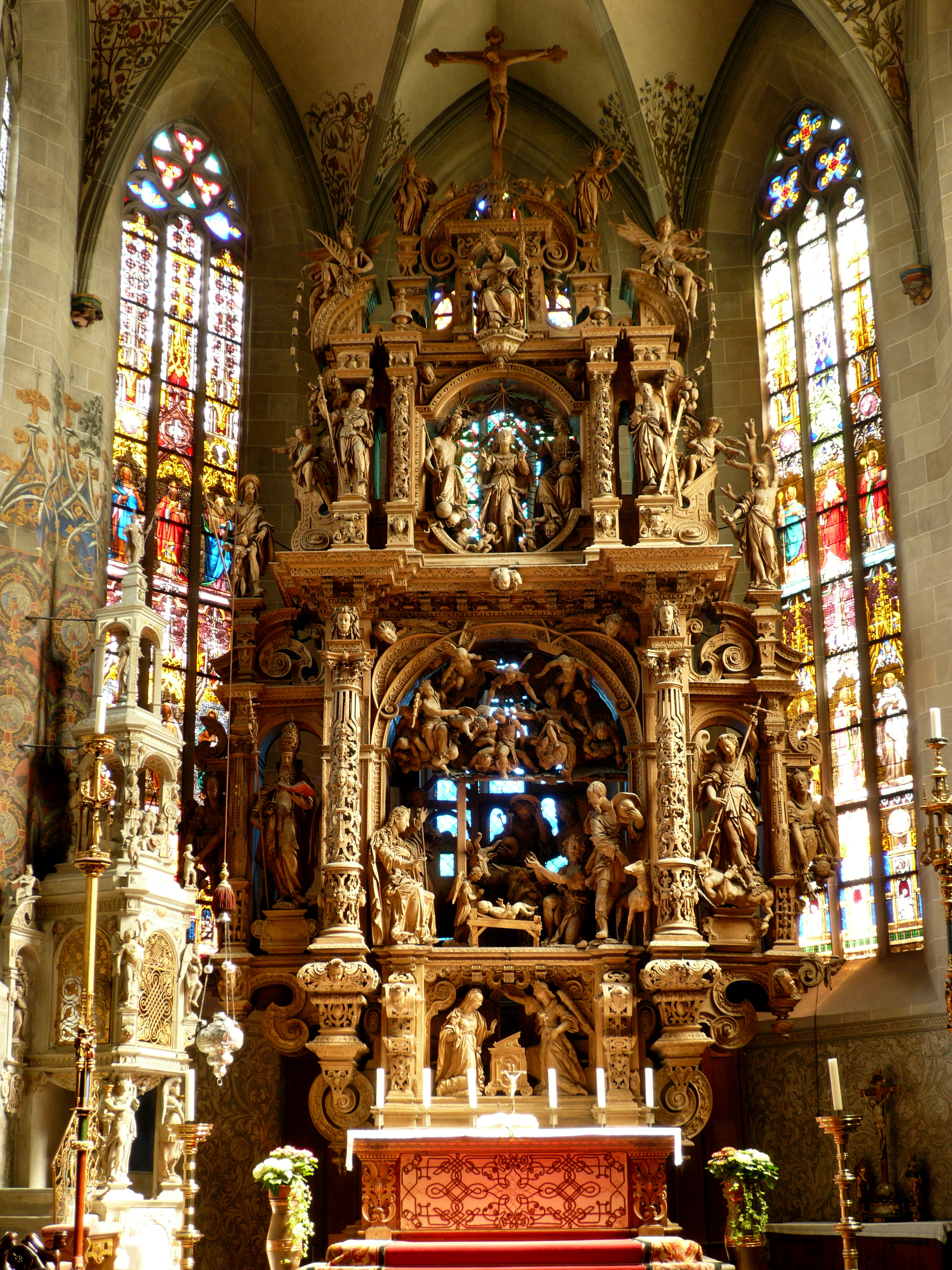
Het beroemde hoogaltaar van de Überlinger munsterkerk

#### Altaren
Het belangrijkste kunstwerk van de munster is het houtgesneden hoogaltaar, dat de houtsnijder Jörg Zürn met zijn werklieden van 1613 tot 1616 schiep. Het hoogaltaar is van onbeschilderd lindenhout en bestaat uit 23 levensgrote en 50 kleinere beelden, De centrale voorstelling is de geboorte van Jezus die wordt bijgewoond door de heiligen en apostelen, waaronder Jakobus de Meerdere voor de pelgrims op het Sint-Jacobspad en Rochus van Montpellier en Sint-Sebastiaan, die de stad moesten behoeden voor de pest. Onder deze scène wordt de Verkondiging voorgesteld, daarboven de kroning van Maria. Onder het afsluitende kruisbeeld troont de patroon van de kerk, de bisschop van Myra.
In de zijkapellen van het kerkschip staan nog eens 13 altaren uit de 15e tot de 19e eeuw. Bijzondere vermelding verdient het Rozenkransaltaar in het zuidelijke zijschip, een werk van David Zürn uit 1631. Het houten beeld van de Moeder Gods wordt hier omgeven door 15 ronde reliëfs met motieven uit het rozenkransgebed. Het Maria-altaar, vanuit het westen het vierde altaar in het zuidelijke zijschip, is na het hoogaltaar het belangrijkste kunstwerk in de munster en betreft het eerste werk van de houtsnijder Jörg Zürn in Überlingen (1607–1610).
Van de Überlinger kunstenaar Josef Eberle stammen het Kindervriend-altaar en het Heilig Hartaltaar. Een van deze twee staat rechts naast het hoogaltaar, de andere in een van de zijkapellen.

#### Beelden en schilderijen
Aan de pijlers van het middenschip staan op kleine consoles de levensgrote houten beelden van de Verlosser en de twaalf apostelen, die uit het jaar 1552 dateren.
De muur boven de koorboog is met een groot fresco beschilderd, dat het Jongste Gericht uitbeeldt. Het werd in 1722 aangebracht door Jakob Carl Stauder.
In de zuidwestelijke voorhal van de munsterker is een fresco van Marx Weiß (1563) te zien, dat een Mantelmadonna voorstelt. Van een ander fresco uit 1493 bleven aan de noordelijke kant van de munster nog sporen bewaard; het stelde de dood van Maria en het Jongste Gericht voor en diende als versiering van een familiegraf.

#### Orgels
Het hoofdorgel van de kerk, het zogenaamde Nicolaasorgel, werd in 1968 door de orgelbouwers Mönch en Pfaff (Überlingen) gezamenlijk gebouwd. In 1996 vergrootte de orgelbouwfirma Mönch de dispositie met twee registers (nr. 1 en 59).  Het instrument heeft 53 register, mechanische speeltracturen en elektrische registertracturen.
Het Maria-orgel werd oorspronkelijk in 1761 door Johann Philipp Seuffert voor de parochiekerk Sint-Andreas in Erlabrunn gebouwd en staat sinds 10 maart 1975 in de Nicolaaskerk.

## Olijfberg
De Olijfberg staat ten zuiden van de kerk en werd in 1469 door de weduwe Elbeth Küfferin geschonken. Acht steunberen dragen een stergewelf waaronder zich het beeld van Christus bevindt.

## Afbeeldingen

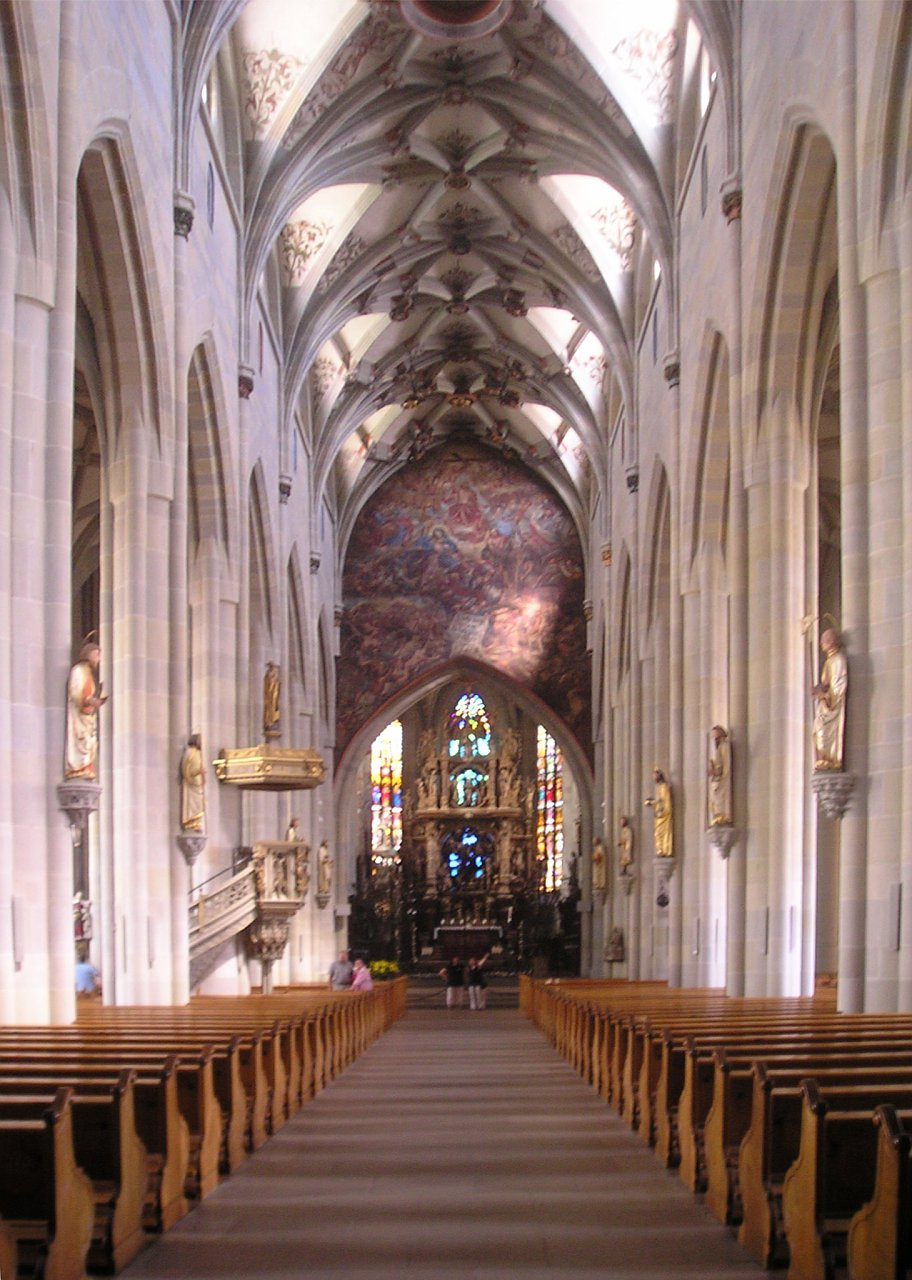
Middenschip richting koor
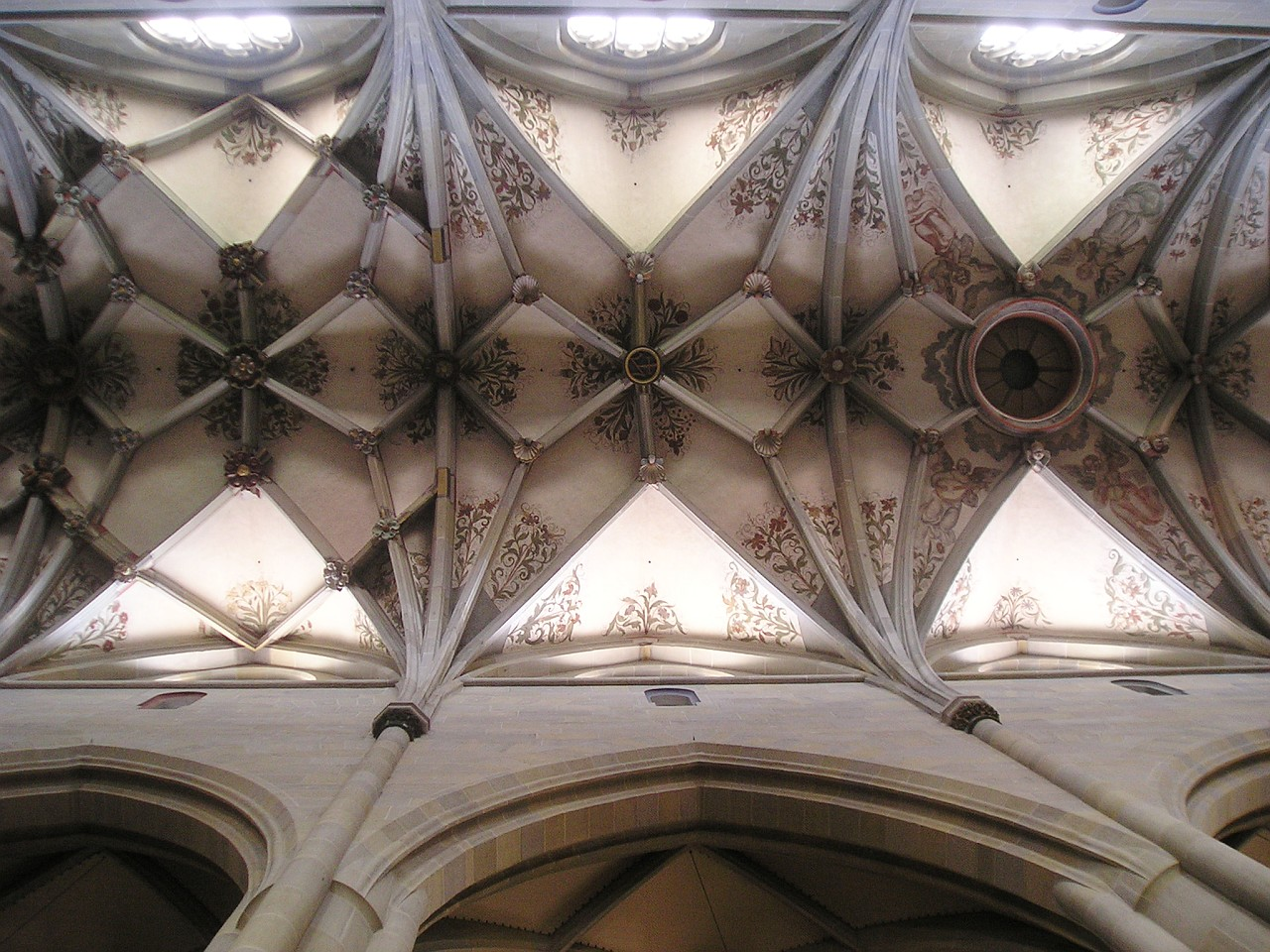
Gewelf
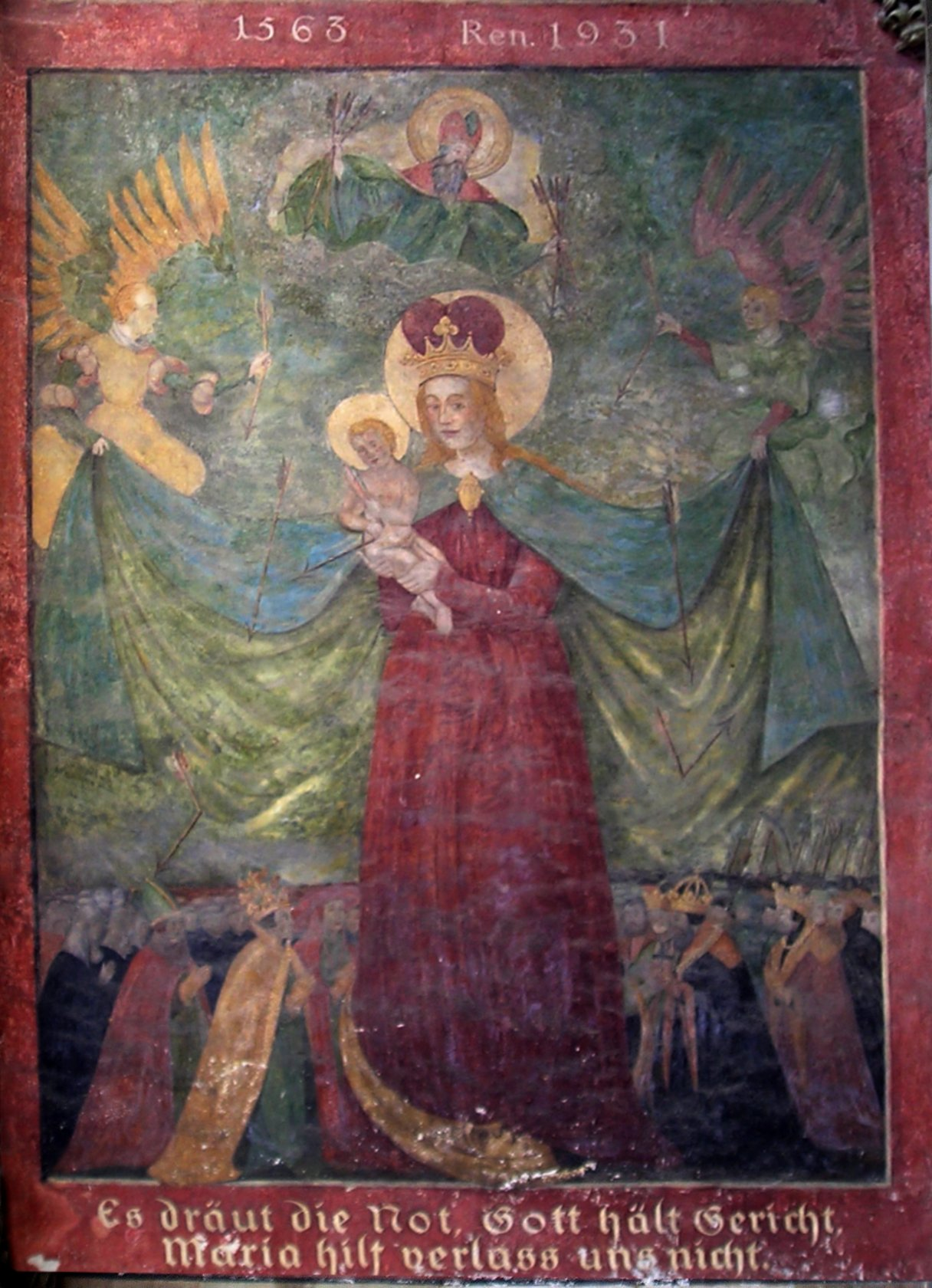
Mantelmadonna
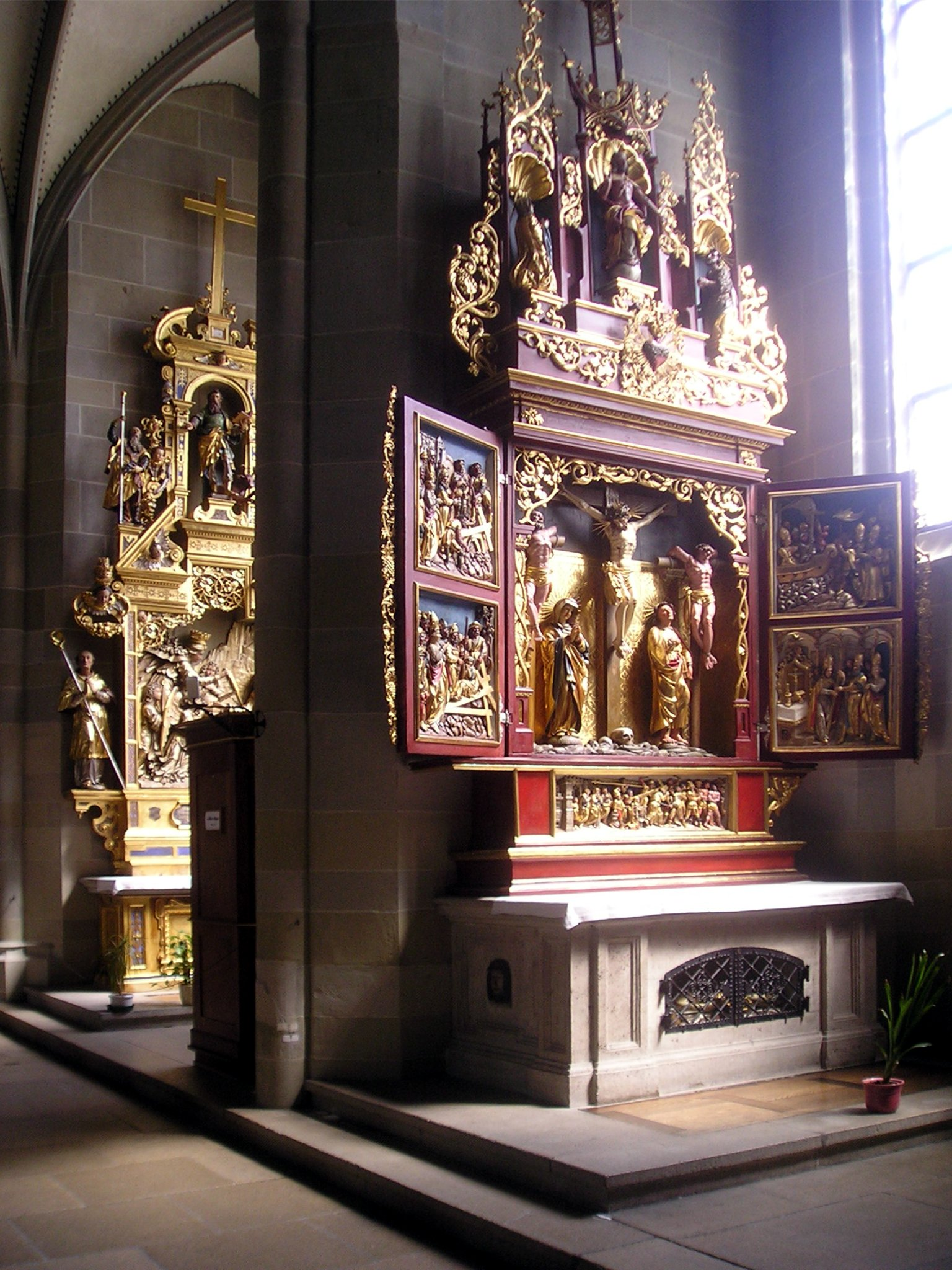
Heilig Kruisaltaar
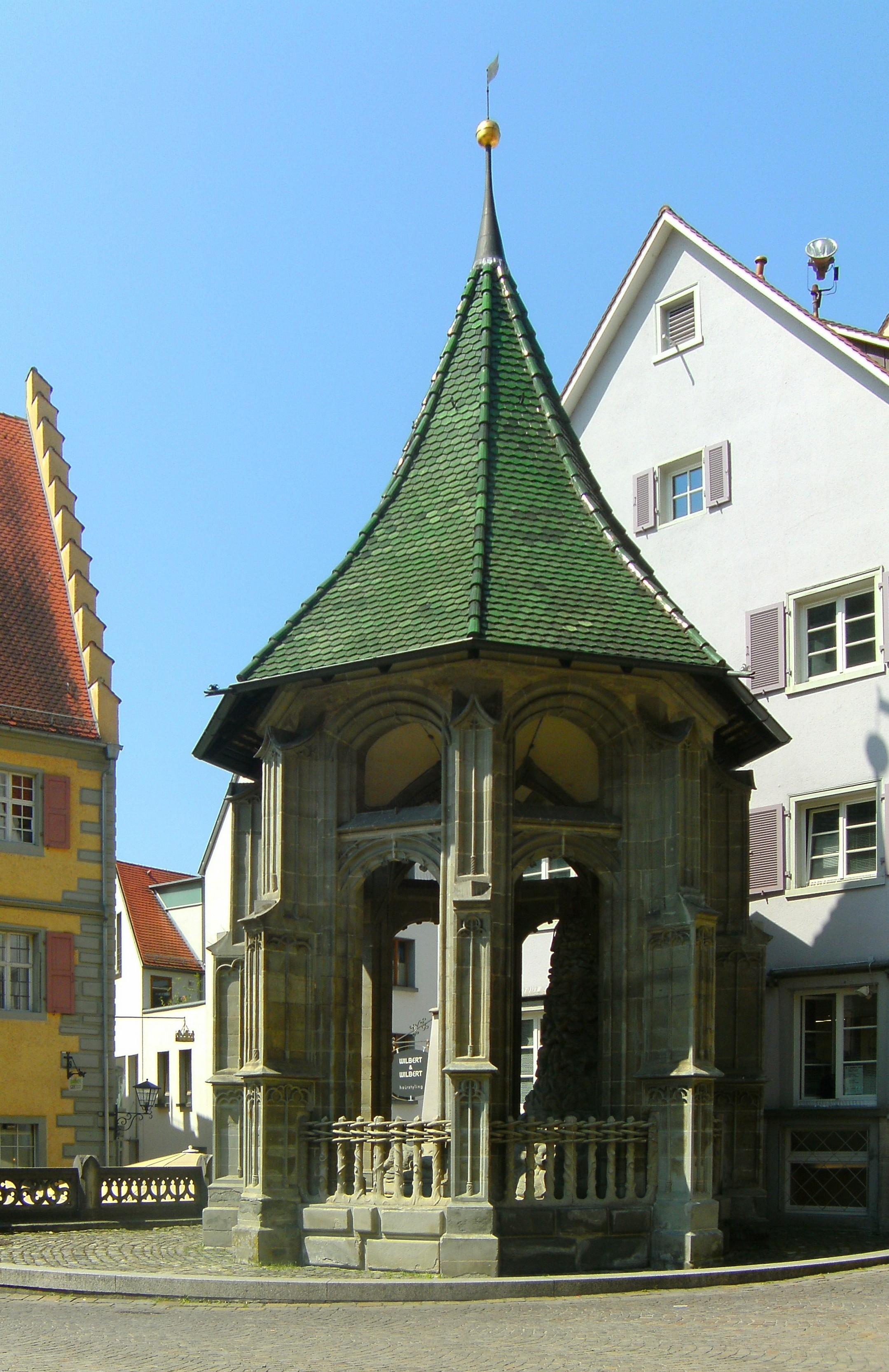
Olijfberg